# Aclytia bractea
Aclytia bractea là một loài bướm đêm thuộc phân họ Arctiinae, họ Erebidae.